# Košťálovská oskeruše
Košťálovská oskeruše, také známa jako Oskeruše u Košťálova, je obvodem kmene největší oskeruše v Čechách. Roste u cesty asi 330 metrů východně od kapličky v Košťálově, místní části obce Jenčice (přístup od kapličky po polní cestě, po cca 100 metrech doprava, podél oplocení obory, v místě lomu oplocení doprava podél plotu cca 30 metrů k oskeruši).

## Základní údaje
- název: Košťálovská oskeruše, Oskeruše u Košťálova
- výška: 16 m[1], 18 m (1998)[3], 15 m (2002)[2]
- obvod: 358 cm (1993)[3][1], 380 cm (1998)[3], 374 cm (2002)[2]
- šířka koruny: 13 m (2002)[2]
- věk: 200 let (2002)[2]
- zdravotní stav: 3 (1998)[3]

## Stav stromu a údržba
Kmen se větví ve 2 metrech na čtyři terminály. Ty vytvářejí 13 metrů širokou korunu. Vzhledem ke stáří stromu je zdravotní stav dobrý.

## Další zajímavosti

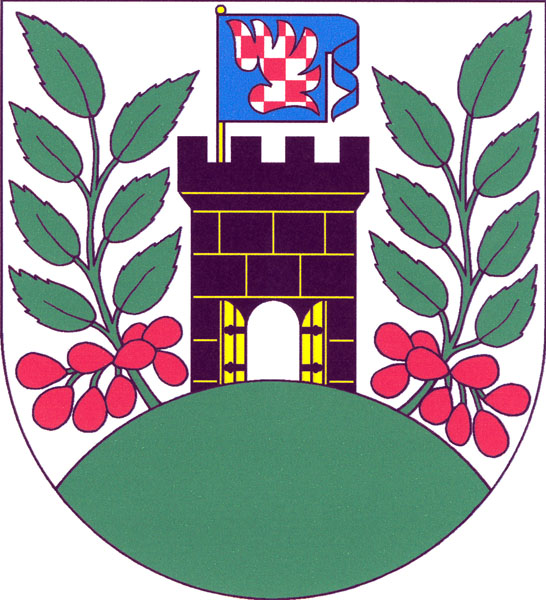
znak obce Jenčice

Košťálovská oskeruše je největší svého druhu v Čechách. Obvodem mohutnější bychom našli pouze na jižní Moravě, kde roste mimo jiné i Adamcova oskeruše, největší v České republice.
Symbol ratolesti s plody se dostal i do znaku obce Jenčice, v jejímž katastru památný strom roste.

## Přírodní zajímavosti v okolí
- Košťálov (přírodní památka) - chráněné území s výskytem vzácných rostlin a 600 druhů motýlů

### Památné a významné stromy
- Košťálovská babyka
- Oskeruše u Radostic